# 曹彤威
曹彤威（1998年2月13日—），北京人，中国女子羽毛球运动员。

## 簡歷
2016年1月，曹彤威參加中國羽毛球國際挑戰賽，與佟皓合作打進女子雙打比賽準決賽。

## 主要比賽成績
只列出曾進入準決賽的國際賽事成績：
| 年份   | 賽事                 | 公開賽級別 | 項目     | 拍檔   | 成績   |
| ------ | -------------------- | ---------- | -------- | ------ | ------ |
| 2016年 | 中國羽毛球國際挑戰賽 | 國際挑戰賽 | 女子雙打 | 佟皓   | 準決賽 |
| 2018年 | 亞洲羽毛球團體錦標賽 | 其他       | 女子團體 | －     | 亞軍   |
| 2018年 | 紐西蘭羽毛球公開賽   | 超級300賽  | 女子雙打 | 郑雨   | 亞軍   |
| 2019年 | 大阪羽毛球國際挑戰賽 | 國際挑戰賽 | 女子雙打 | 于小含 | 準決賽 |

| 2007-2017年 | 首要超級賽 | 超級賽 | 黃金大獎賽 | 大獎賽 | 國際挑戰賽 | 國際系列賽 | 未來系列賽 | 其他 |

| 2018-2026年 | 總決賽 | 超級1000賽 | 超級750賽 | 超級500賽 | 超級300賽 | 超級100賽 | 國際挑戰賽 | 國際系列賽 | 未來系列賽 | 其他 |